# EHF Liga prvaka 2001./02.
Ovo je 42. izdanje elitnog europskog klupskog rukometnog natjecanja. 16 momčadi je raspoređeno u četiri skupine po četiri. Prve dvije momčadi iz svake idu u četvrtzavršnicu. Hrvatski predstavnik RK Metković Jambo ispao je u četvrtzavršnici od SD San Antonia (21:28, 27:22).

## Turnir

### Poluzavršnica
- MKB Veszprém KC -  SDC San Antonio 27:19, 21:27
- SC Magdeburg -  Kolding IF 29:19, 28:25

### Završnica
- MKB Veszprém KC -  SC Magdeburg 23:21, 25:30

- europski prvak:  SC Magdeburg (treći naslov)

## Vanjske poveznice
- Opširnije